# Pierre Tabard
Pierre Tabard, de son vrai nom Pierre Tabbah, né le 19 septembre 1927 dans le quartier cairote de Zeitoun (Égypte) et mort le 19 septembre 2003 dans le 14e arrondissement de Paris, est un comédien français.

## Biographie
Pierre Tabard était l'époux de l'actrice Catherine Sellers.

## Filmographie

### Cinéma
- 1956 : Trapèze de Carol Reed : Paul
- 1957 : Les Fanatiques d'Alex Joffé : Sevelli
- 1958 : Les Misérables de Jean-Paul Le Chanois (film tourné en deux époques) : Prouvaire
- 1960 : Austerlitz d'Abel Gance : le Général Andrault, comte de Langeron
- 1967 : Soleil Ô de Med Hondo
- 1969 : Des Christs par milliers de Philippe Arthuys : Pierre
- 1969 : Lettres de Stalingrad de Gilles Katz : le capitaine
- 1972 : Il n'y a pas de fumée sans feu d'André Cayatte
- 1973 : La Main à couper d'Étienne Périer : l'inspecteur Benoît
- 1974 : Verdict d'André Cayatte : Toussaint Laverni
- 1979 : Bobo la tête de Gilles Katz
- 1979 : Noces de sève de Philippe Arthuys : Laire
- 1989 : Le Brasier d'Éric Barbier

### Télévision
- 1957 : En votre âme et conscience, épisode : L'Affaire Landru de Jean Prat
- 1958 : Les Cinq Dernières Minutes, épisode Réactions en chaîne de Claude Loursais (série) : Philippe Barrère
- 1962  : La Caméra explore le temps, épisode La conjuration de Cinq-Mars de Guy Lessertisseur (téléfilm) : François de Thou
- 1965 : Le Roi Lear de Jean Kerchbron (téléfilm) : Edgar
- 1967 : Le Golem de Jean Kerchbron (téléfilm tiré du roman de Gustav Meyrink) : Charousek
- 1970 : Adieu Mauzac, de Jean Kerchbron. Le téléfilm relate l’évasion du camp de Mauzac du 16 juillet 1942 ; Pierre Tabard joue le rôle de Georges Bégué.
- 1975 : Les Compagnons d'Eleusis de Claude Grinberg (série) : Beaumont
- 1977 :  Barry le chien des Alpes  de Frank Zuniga (téléfilm canadien) : Julius
- 1980 : La Vie des autres, épisode La Part des ténèbres de Jean-Luc Moreau

## Théâtre

### Comédien
- 1950 : Nous avons les mains rouges de Jean Meckert, mise en scène Marcel Cuvelier, Théâtre Verlaine
- 1952 : La Puissance et la gloire de Graham Greene, mise en scène André Clavé, Théâtre de l'Œuvre
- 1955 : Les Grands Garçons de Paul Géraldy, Théâtre de la Michodière
- 1958 : Procès à Jésus de Diego Fabbri, mise en scène Marcelle Tassencourt, Théâtre Hébertot
- 1959 : La Descente d'Orphée de Tennessee Williams, mise en scène Raymond Rouleau, Théâtre de l'Athénée
- 1960 : Le Signe du feu de Diego Fabbri, mise en scène Marcelle Tassencourt, Théâtre Hébertot
- 1960 : Le Balcon de Jean Genet, mise en scène Peter Brook, Théâtre du Gymnase
- 1961 : Le Christ recrucifié de Níkos Kazantzákis, mise en scène Marcelle Tassencourt, Théâtre Montansier
- 1961 : Antigone de Jean Anouilh, mise en scène André Barsacq, Vienne
- 1962 : Polyeucte de Corneille, mise en scène Jean-François Rémi, Théâtre de l'Alliance française
- 1962 : Le Christ recrucifié de Níkos Kazantzákis, mise en scène Marcelle Tassencourt, Odéon-Théâtre de France
- 1962 : Lulu de Frank Wedekind, mise en scène François Maistre, Théâtre de l'Athénée
- 1963 : Thomas More ou l'homme seul de Robert Bolt, mise en scène Jean Vilar, TNP Théâtre de Chaillot, Festival d'Avignon
- 1963 : Le Vicaire de Rolf Hochhuth, mise en scène François Darbon, Théâtre de l'Athénée : Jacobson[1].
- 1963 : La Danse du Sergent Musgrave de John Arden, mise en scène Peter Brook, Théâtre de l’Athénée
- 1966 : Marat-Sade de Peter Weiss, mise en scène Jean Tasso et Gilles Segal, Théâtre Sarah-Bernhardt
- 1967 : Antigone de Bertolt Brecht, mise en scène Jean Tasso, Festival du Marais
- 1971 : Roméo et Juliette de William Shakespeare, mise en scène Marcel Maréchal et Bernard Ballet, Théâtre national de l'Odéon
- 1971 : La Cerisaie d'Anton Tchekhov, mise en scène Pierre Debauche, Maison de la Culture Nanterre
- 1972 : Outrage au public (Publikumsbeschimpfung) de Peter Handke, mise en scène Christian Dente, Petit Odéon
- 1973 : Hamlet de William Shakespeare, mise en scène Bernard Ballet et Marcel Maréchal
- 1974 : La Poupée de Jacques Audiberti, mise en scène Bernard Ballet et Marcel Maréchal, Théâtre du Huitième, Festival d'Avignon
- 1974 : Hölderlin de Peter Weiss, mise en scène Bernard Ballet et Marcel Maréchal, Festival d'Avignon
- 1978 : Zadig ou la destinée de Voltaire, mise en scène Jean-Louis Barrault, Théâtre d'Orsay
- 1979 : Zadig ou la destinée de Voltaire, mise en scène Jean-Louis Barrault, Théâtre d'Orsay
- 1981 : Virginia d'Edna O'Brien d'après les textes et lettres de Virginia Woolf, mise en scène Simone Benmussa, Théâtre Renaud-Barrault
- 1990 : La Robe verte de Tawfiq al-Hakim, mise en scène Hervé Dubourjal, Maison des Arts de Créteil, Théâtre de l’Ouest Parisien
- 1996 : Le Peintre et ses modèles de Henry James, mise en scène Simone Benmussa, Studio des Champs-Elysées
- 1998 : L'Amante anglaise de Marguerite Duras, mise en scène Pierre Tabard, Studio des Champs-Elysées

### Metteur en scène
- 1975 : Chryssothémis de Yannis Ritsos, Rencontres d'été de la Chartreuse de Villeneuve-lès-Avignon
- 1987 : Madame de la Carlière d'après Denis Diderot, Petit Odéon
- 1992 : Montaigne ou Dieu que la femme me reste obscure de Robert Pouderou, Théâtre de Poche Montparnasse
- 1996 : Rencontre de Péter Nádas, Théâtre du Rond-Point
- 1998 : L'Amante anglaise de Marguerite Duras,  Studio des Champs-Élysées